# Selymes fényseregély
A selymes fényseregély (Lamprotornis purpureiceps)  a madarak osztályának verébalakúak (Passeriformes) rendjébe és a seregélyfélék (Sturnidae) családjába tartozó faj.
A magyar név forrással nincs megerősítve.
Besorolása vitatott, az újabb kutatások a Hylopsar nembe helyezik Hylopsar purpureiceps néven.

## Előfordulása
Angola, Benin, Kamerun, a Kongói Demokratikus Köztársaság, a Kongói Köztársaság, a Közép-afrikai Köztársaság,  Elefántcsontpart, Egyenlítői-Guinea, Gabon, Guinea, Nigéria és Uganda területén honos.